# Littlemore Tractus
Littlemore Tractus est une œuvre pour chœur mixte et orgue écrite par Arvo Pärt, compositeur estonien associé au mouvement de musique minimaliste.

## Historique
Composée en 2000, cette œuvre a été créée par le chœur de St Martin-in-the-Fields sous la direction de Paul Stubbings.
En 2013, Arvo Pärt adapte cette œuvre pour orchestre avec la pièce Swansong.

## Discographie
- Sur le disque Baltic Voices 1 par le Chœur de chambre philharmonique estonien dirigé par Paul Hillier chez Harmonia Mundi, 2002.
- Sur le disque Triodion par le chœur Polyphony et l'organiste Christopher Bowers-Broadbent dirigés par Stephen Layton chez Hyperion, 2003.
- Sur le disque Da pacem, par le Chœur de chambre philharmonique estonien dirigé par Paul Hillier, chez Harmonia Mundi (2006)[3]